# Jack Monroe
Pour les articles homonymes, voir Monroe.
Jack Monroe, née le 17 mars 1988, est une écrivaine, journaliste et activiste britannique connue pour avoir fait campagne contre la pauvreté, particulièrement dans la lutte contre la faim. Monroe a publié un blog et plusieurs livres comprenant des « recettes d'austérité », et a fait campagne aux côtés de plusieurs des organisations de charité britanniques. Monroe se fait d'abord connaître pour son blog intitulé A Girl Called Jack (« Une fille appelée Jack »), maintenant renommé Cooking on a Bootstrap. Jack Monroe écrit depuis pour des publications telles que The Echo (en), The Huffington Post, The Guardian et The New Yorker. Monroe s'identifie comme non-binaire.

## Biographie
Monroe naît à Southend-on-Sea le 17 mars 1988. Ses parents sont David Hadjicostas, MBE, militaire puis pompier, et Evelyn Hadjicostas (née Beatty), infirmière,,. Monroe a deux frères et une sœur.
Monroe suit les cours du lycée de jeunes filles de Westcliff avant d'arrêter sa scolarité à 16 ans.
Monroe quitte la maison et commence à travailler dans une friterie, puis en 2007 devient gestionnaire d'appel pour le service d'incendie et de secours du comté d'Essex. Après avoir eu un fils, Monroe n'est pas en mesure de concilier son travail et la garde de cet enfant, en raison du travail de nuit, et démissionne en 2011. C'est à ce moment que Monroe choisit d'utiliser Jack comme prénom – Jack étant l'abréviation de Jack of all trades, son surnom.
Monroe passe les dix-huit mois suivants au chômage, vivant grâce aux aides sociales et cherchant du travail. Monroe passe d'une relative opulence à la pauvreté et aux difficultés financières,.
Monroe se fait connaître par son blog A Girl Called Jack (« Une fille appelée Jack ») en partageant des recettes bon marché ayant pour but de fournir des repas familiaux pour moins de dix livres par semaine. Un de ses billets de blog devient viral en juillet 2012. En décembre 2015, le blog est renommé pour Cooking on a Bootstrap.
En 2012, Monroe commence des chroniques hebdomadaires pour The Echo (en), quotidien du sud de l'Essex. En février 2013, le journal la recrute en tant que journaliste stagiaire ce qui lui permet de résoudre des difficultés financières devenues critiques. Monroe assure ensuite une chronique non rémunérée pour The Huffington Post, avant de signer un accord de publication avec Penguin Group. Cet accord, rapporté comme d'une valeur de 25 000 livres, entraîne la suspension de l'allocation de logement de Monroe, menaçant la famille d'expulsion, ce qui les conduit à emménager dans un logement moins cher. Malgré le travail quotidien, l'équilibre financier n'est pas atteint. En janvier 2014, ses finances se sont améliorées et Monroe est capable de déménager dans un appartement de deux pièces avec son fils.
En 2014, Monroe écrit deux fois par mois une chronique culinaire pour The Guardian et contribue à un certain nombre de chroniques politiques, notamment pour The New York Times et The New Yorker. Monroe écrit de nouveaux livres de recettes bon marché,.
En 2013, Monroe apparaît dans une campagne publicitaire pour la chaîne de supermarchés Sainsbury's. Jack Monroe annonce que la part du montant perçue au-dessus du revenu de base est reversée à des organismes de bienfaisance, y compris une banque alimentaire.
En 2014, Monroe décrit sa vie comme ayant largement changé grâce au succès mais précise qu'elle est encore marquée par l'expérience de la pauvreté. L'Université de l'Essex annonce en mai 2015 lui attribuer un diplôme d'honneur.
En 2015, Monroe remporte le trophée Women of the Future (Femmes d'avenir) dans la catégorie médias et indique sa surprise, n'étant pas sûre d'être une femme à l'avenir. Le prix est annoncé après son coming out en tant que non-binaire, ce qui crée une certaine controverse,.

## Engagement politique et militant
Monroe a milité activement pour un certain nombre de causes au Royaume-Uni, en particulier la lutte contre la pauvreté et la faim, aux côtés d'organisations comme Unite, The Trussell Trust, Child Poverty Action Group et Oxfam,.
Monroe a soutenu le Parti travailliste, et apparaît dans un clip de campagne en octobre 2013. Jack Monroe quitte le parti en mars 2015, en désaccord avec son discours sur l'immigration et rejoint le Parti Vert de l'Angleterre et du pays de Galles.
Lors de l'élection générale 2017, Monroe prévoit de se présenter avec le National Health Action Party (en), mais renonce en raison de menaces de mort et de problèmes de santé.

## Vie personnelle
Monroe est non-binaire, et commence à s'identifier comme trans dès sa jeunesse. Monroe garde son morinom (prénom de naissance) en travaillant au service d'incendie, craignant de la transphobie et du harcèlement dans ce milieu.
En quittant le service d'incendie, Monroe adopte le prénom Jack et commence à s'identifier en tant que lesbienne pour ses proches. Monroe débute une relation à long terme avec une femme, qui se termine peu de temps après que Monroe dit à sa partenaire envisager une mastectomie. Monroe prend toujours garde à ce stade de minimiser les ambiguïtés de genre, et dans une interview en février 2014, se décrit comme une « cuisinière homo-gauchiste-libérale », rassurant ses proches en s'identifiant en tant que femme. Monroe s'identifie publiquement en tant que non-binaire en octobre 2015.
En 2013, Monroe apparaît au rang no 19 dans la « liste rose » des personnes LGBT les plus influentes au Royaume-Uni, réalisé par The Independent on Sunday. En 2014, Monroe et son fils vivent avec sa petite amie Allegra McEvedy (en) et la fille de celle-ci, à Londres. La relation prend fin en octobre 2015.

### Action juridique
Monroe engage une action en justice en 2015, après que le Daily Mail affirme que Jack n'est pas son « vrai » nom. Monroe demande aux médias de ne pas utiliser son morinom (prénom de naissance).
En 2017, Monroe remporte son action en diffamation contre Katie Hopkins (en), qui a donné de fausses informations à son sujet et l'a qualifiée d'« anthrax social »,,.

## Crédit d'auteurs
- (en) Cet article est partiellement ou en totalité issu de l’article de Wikipédia en anglais intitulé « Jack Monroe » (voir la liste des auteurs).